# Kenneth II de Escocia
Kenneth II de Escocia (en gaélico escocés Cináed mac Maíl Coluim, 954-995) fue rey de Escocia, hijo de Malcom I.
Aprovecha las luchas internas entre los partidarios de los reyes anteriores para hacerse con el poder y restaurar el orden, y obtiene de Edgar de Inglaterra las tierras de Lothian, considerados como el granero del Norte y tierra de habla germánica lallans, y la frontera en el río Tweed, pero tuvo que luchar contra los britanos de Strathclyde, contra sajones y contra noruegos.
Fue asesinado en el castillo de Finella, Fettercairn.